# Desterro
Desterro este un oraș în Paraíba (PB), Brazilia.